# فوجیمو ناگایی
فوجیمو ناگایی (انگلیسی: Fujio Nagai; ۲۹ سپتامبر ۱۹۵۱ – ۲۸ سپتامبر ۲۰۰۷) بوکسور اهل ژاپن بود.